# Emmanuel Kataliko
Emmanuel Kataliko (* 1932 in Lukale, Belgisch Kongo; † 4. Oktober 2000) war ein kongolesischer Geistlicher und römisch-katholischer Erzbischof von Bukavu.

## Leben
Emmanuel Kataliko empfing am 20. Dezember 1958 das Sakrament der Priesterweihe.
Am 17. Mai 1966 ernannte ihn Papst Paul VI. zum Bischof von Beni (später: Butembo-Beni). Der emeritierte Bischof von Beni, Henri Joseph Marius Piérard AA, spendete ihm am 11. Oktober desselben Jahres die Bischofsweihe; Mitkonsekratoren waren der Bischof von Bunia, Gabriel Ukec, und der Bischof von Goma, Joseph Mikararanga Busimba.
Am 3. März 1997 ernannte ihn Papst Johannes Paul II. zum Erzbischof von Bukavu.